# Amedeo Carboni
Amedeo Carboni (Arezzo, 6 de abril de 1965) é um ex-futebolista italiano que atuava como lateral-esquerdo.

## Carreira
Revelado pelo Arezzo, equipe da sua cidade natal onde se profissionalizou aos 18 anos, em 1983, Carboni foi emprestado a Fiorentina (onde não chegou a jogar nenhuma vez) e Bari para ganhar experiência, retornando aos Amarantos em 1985.
Saiu do Arezzo um ano depois, quando foi contratado pelo Empoli, atuando em onze partidas. Após passagens razoáveis por Parma e Sampdoria, Carboni assinou com a Roma em 1990. Na equipe da capital italiana, jogaria 186 partidas, marcando três gols.
Em 1997, foi contratado pelo Valencia, único time não-italiano que defenderia na carreira e pelo qual viveria o seu auge. Na temporada 2004-05, jogaria 44 partidas (número alto para um jogador próximo de completar 40 anos), e em outubro de 2005, torna-se, aos 40 anos, 6 meses e 17 dias, o atleta mais velho a marcar um gol no Campeonato Espanhol, superando o recorde do hispano-brasileiro Donato.
Substituindo seu compatriota Emiliano Moretti em caráter emergencial, Carboni disputaria outros cinco jogos na temporada 2005-06, a última de sua carreira, encerrada ao término da mesma. Em maio, foi nomeado diretor de futebol, sendo demitido no ano seguinte.
Depois de dois anos longe do futebol, Carboni voltaria a trabalhar como diretor-esportivo, desta vez na Bélgica, mais precisamente no Royal Excelsior Mouscron, e entre julho e dezembro de 2010, trabalharia como auxiliar e consultor-técnico de Rafael Benítez na Inter de Milão.

## Carreira na Seleção Italiana
Com a camisa da Seleção Italiana, Carboni disputaria 18 jogos, não tendo feito nenhum gol Anteriormente, jogou uma partida pela seleção Sub-21 e outra pelo time B.
Esquecido por Arrigo Sacchi para a Copa de 1994, disputou apenas um torneio com a Azzurra: a Eurocopa de 1996, onde a Itália cairia na primeira fase.

## Vida pessoal
Seu irmão mais velho, Guido Carboni, também foi jogador de futebol (era atacante) e defendeu Arezzo, Empoli e Siena, jogando a maior parte da carreira em clubes das divisões de acesso do futebol italiano. Desde 1998, ano de sua aposentadoria, trabalha como treinador.

## Estatísticas por clube
| Ano     | Clube     | Jogos | Gols |
| ------- | --------- | ----- | ---- |
| 1984–85 | Arezzo    | 22    | 1    |
| 1985–86 | Bari      | 10    | 0    |
| 1986–87 | Empoli    | 11    | 0    |
| 1987–88 | Parma     | 28    | 1    |
| 1988–89 | Sampdoria | 31    | 1    |
| 1989–90 | Sampdoria | 29    | 1    |
| 1990–91 | Roma      | 30    | 1    |
| 1991–92 | Roma      | 33    | 0    |
| 1992–93 | Roma      | 9     | 0    |
| 1993–94 | Roma      | 32    | 1    |
| 1994–95 | Roma      | 30    | 0    |
| 1995–96 | Roma      | 29    | 0    |
| 1996–97 | Roma      | 23    | 1    |
| 1997–98 | Valencia  | 29    | 0    |
| 1998–99 | Valencia  | 36    | 0    |
| 1999–00 | Valencia  | 28    | 1    |
| 2000–01 | Valencia  | 24    | 0    |
| 2001–02 | Valencia  | 33    | 0    |
| 2002–03 | Valencia  | 29    | 0    |
| 2003–04 | Valencia  | 33    | 0    |
| 2004–05 | Valencia  | 28    | 0    |
| 2005–06 | Valencia  | 5     | 0    |